# 지리좌표 거리
지리좌표 거리(Geographical distance)는 경위도좌표계를 기반으로 하는 좌표체계에서 얻어지는 두 지점의 좌표로부터 측정되는 거리측량을 가리킨다. GPS로부터 좌표값을 얻어 두 지점간의 지리좌표의 거리를 구할 수 있다.

## 지리좌표의 표현
다음은 서울시청을 기점으로하는 지리좌표의 표현들이다.
| 좌표 표현 | 위도               | 경도               |
| --------- | ------------------ | ------------------ |
| 도분초    | 37° 33′ 58.97″ N   | 126° 58′ 39.78″ E  |
| 소수점    | 37.566381          | 126.977717         |
| UTM       | 52S 321399 4159628 | 52S 321399 4159628 |

다음은 서울광장을 기점으로하는 지리좌표 값이다.
| 좌표 표현 | 위도             | 경도              |
| --------- | ---------------- | ----------------- |
| 도분초    | 37° 33′ 56.08″ N | 126° 58′ 41.10″ E |
| 소수점    | 37.565577        | 126.978082        |

소수점좌표(37.566381)의 도분초 좌표 변환
ㅇ 도 : 소수점 좌표 값의 정수 37도
분 계산 : {\displaystyle 0.566381\times 60={\color {red}33}.982860}에서 소수점 앞의 정수를 취해서  33.98분' (약 34분)
초 계산 : {\displaystyle 0.982860\times 60={\color {red}58.97}1600}에서 앞의 4자리를 취해서  58.97"초 (약 59초)

## 두점의 거리
지리좌표간 두점(A,B)의 거리
X= A경도-B경도, Y= A위도-B위도, R(지구의 반지름)=6,378.135km
{\displaystyle C=cos{\text{(도 )}}\times \left({{2\pi R} \over {360}}\right),cos{\text{(도 )}}={{A{\text{위 도 °}}+B{\text{위 도 °}}} \over {2}}}
{\displaystyle D={{2\pi R} \over {360}}}
두점(A,B)의 거리{\displaystyle ={\sqrt {\left(X\right)^{2}+\left(Y\right)^{2}}}}
{\displaystyle ={\sqrt {\left(\left({\text{도 }}\times C\right)+\left({\text{분 }}\times \left({{C} \over {60}}\right)\right)+\left({\text{초 }}\times \left({{\left({{C} \over {60}}\right)} \over {60}}\right)\right)\right)^{2}+\left(\left({\text{도 }}\times D\right)+\left({\text{분 }}\times \left({{D} \over {60}}\right)\right)+\left({\text{초 }}\times \left({{\left({{D} \over {60}}\right)} \over {60}}\right)\right)\right)^{2}}}}

## 거리 계산의 예
지리좌표간 두점의 거리 계산의 예
37° 33′ 58.97″ N ,  126° 58′ 39.78″ E (서울시청)
{\displaystyle -} 37° 33′ 56.08″ N , 126° 58′ 41.10″ E (서울광장)
=    0 ° 0 ′ 2.89"   ,  0 ° 0 ′ -1.32"
{\displaystyle ={\sqrt {\left(({\text{도 }}\times 88.9036)+({\text{분 }}\times 1.4817)+({\text{초 }}\times 0.0246)\right)^{2}+\left(({\text{도 }}\times 111.3194)+({\text{분 }}\times 1.8553)+({\text{초 }}\times 0.0309)\right)^{2}}}}
{\displaystyle ={\sqrt {\left((0\times 88.9)+(0\times 1.48)+(-1.32\times 0.025)\right)^{2}+\left((0\times 111.3)+(0\times 1.86)+(2.89\times 0.031)\right)^{2}}}}
{\displaystyle ={\sqrt {\left(-1.32\times 0.025\right)^{2}+\left(2.89\times 0.031\right)^{2}}}}
=0.09547km
=95.47m
서울시청과 서울광장과의 지리좌표에의한 두 지점간의 거리는 약95미터이다.

## 같이 보기
- 두 점 사이의 거리
- 지오코딩
- GIS
- GCS